# Кузьмин, Евгений Иванович
Евгений Иванович Кузьмин (4 апреля 1955, Нелидово, Великолукская область, РСФСР, СССР — 12 февраля 2023) — советский и российский библиотечный деятель, один из самых известных в мире российских специалистов в сфере коммуникации, информации, сохранения и развития языков в киберпространстве. Председатель Российского комитета Межправительственной программы ЮНЕСКО «Информация для всех» (2000) . Президент Межрегионального центра библиотечного сотрудничества (2005). Кандидат педагогических наук (2001), Заслуженный работник культуры РФ (2003).

## Образование и начало карьеры
В 1973 году поступил в МИЭМ, который он окончил в 1978 году. В том же году поступил в Литературный институт имени А. М. Горького, который он окончил в 1986 году, одновременно с этим работал научным сотрудником в Институте металлургии АН СССР с 1978 по 1984 год, где проводил исследования воздействия радиации на полупроводниковые приборы в космосе, имеет ряд изобретений, в том числе совместно с Президентом АН СССР, академиком А. П. Александровым.
Будучи выпускником Литературного института имени А. М. Горького, проходил практику в «Литературной газете» в качестве обозревателя. С 1984 по 1992 годы — обозреватель «Литературной газеты», автор многочисленных, имевших большой общественный резонанс материалов по проблемам библиотек и архивов. По библиотечной линии стажировался в США, Франции, Германии.

## Государственная и преподавательская деятельность
С 1992 по 2005 годы Е. И. Кузьмин возглавлял различные структурные подразделения Министерства культуры России — управления и отделы библиотек; библиотек, науки и информатизации; библиотек и информации; библиотек и архивов. Руководил разработкой и реализацией масштабных проектов модернизации российских библиотек, направленных на расширение доступа граждан к информации и знаниям, развитие межрегионального и международного культурного сотрудничества, интеграцию российских библиотек в мировое информационное пространство. Участвовал в разработке федеральных целевых программ «Культура России» (1992—1995, 1996—2000 и 2001—2005), подготовке международных договоров России о культурном сотрудничестве, ряда федеральных законов, постановлений Правительства России.
В эти годы по инициативе и под непосредственным руководством Е. И. Кузьмина были реализованы программы компьютеризации библиотек, создания Сводного электронного каталога библиотек России, создания публичных центров доступа населения к правовой информации, центров экологической информации, создания модельных сельских библиотек на селе, Национальная программа сохранения библиотечных фондов России и другие; было проведено более 50 крупных международных и всероссийских конференций по различным проблемам развития культуры, информационного общества, библиотечной сферы, экологической и правовой культуры.
В 2007—2008 годах инициировал и за внебюджетные средства осуществил проект создания информационно-образовательных медиацентров для детей и юношества в пяти регионах России.
В 2000—2015 годах преподавал в Академии переподготовки работников искусства, культуры и туризма (АПРИКТ). Совместно с АПРИКТ в 2005—2016 годах организовывал курсы повышения квалификации руководящих работников федеральных и региональных библиотек на базе МЦБС.
В 1997—2007 годах преподавал в Московском государственном университете культуры и искусств, где возглавлял кафедру управления информационно-библиотечной деятельности, вёл научно-методологические семинары для профессорско-преподавательского состава библиотечного факультета МГУКИ. 

## Международная деятельность
Член международного консультативного комитета Программы ЮНЕСКО «Память мира» (1997—2001).
Член правления Международной федерации библиотечных ассоциаций и учреждений (ИФЛА) (2003—2005), на это пост был номинирован национальными библиотечными ассоциациями 30 стран.
С 2000 года в качестве Председателя Российского комитета Программы ЮНЕСКО «Информация для всех» — главной межправительственной программы ЮНЕСКО в области коммуникации и информации — представлял Российскую Федерацию на всех генеральных конференциях ЮНЕСКО. Участвовал в разработке ряда базовых документов ЮНЕСКО по вопросам коммуникации и информации.
Участвовал во Всемирный саммит по информационному обществу, совещаниях министров культуры европейских стран. В 2005 году организовал в России под эгидой Президента России и Генерального директора ЮНЕСКО Международную конференцию «ЮНЕСКО между двумя этапами Всемирного саммита по информационному обществу», которая получила очень высокую оценку со стороны руководства ЮНЕСКО.
Инициировал взаимодействие ЮНЕСКО и Европейской комиссии в вопросах перевода в электронный формат культурного и научного наследия Европы.
В 2009 году был избран заместителем председателя Генеральной конференции ЮНЕСКО.
В 2010 году был избран председателем Межправительственного совета Программы ЮНЕСКО «Информация для всех», а в 2012 году был единогласно (всеми государствами-членами ЮНЕСКО) переизбран на новый двухлетний срок.
С 2014 года заместитель председателя Межправительственного совета Программы ЮНЕСКО «Информация для всех», руководитель Рабочей группы ЮНЕСКО по вопросам сохранения и развития языков в киберпространстве.
В 2016 году вошёл в шорт-лист претендентов на должность заместителя генерального директора ЮНЕСКО по вопросам коммуникации и информации.
Является единственным в России специалистом, которому Совет Европы и ЮНЕСКО заказывали доклады по проблемам развития библиотечного дела других стран (Азербайджана и Молдавии).
Генеральный директор ЮНЕСКО И. Бокова признала возглавляемый Е.И. Кузьминым Российский комитет «первым в мире во всех отношениях».

## Научная, издательская и общественная деятельность
Руководил разработкой Национальной программы поддержки и развития чтения (2006), концепции Государственной программы поддержки детского и юношеского чтения (2016), активно занимается продвижением чтения. Руководитель более 100 проектов в этой области.
В 2005—2022 годах организовал и провёл 18 крупнейших международных конференций под эгидой ЮНЕСКО и Правительства России по проблемам сохранения электронной информации, медийно-информационной грамотности, формированию культуры открытого правительства, сохранения языков и их развития в киберпространстве, глобальных социокультурных трансформаций, происходящих под влиянием развития Интернета (участие в них принимали ведущие учёные и политики из 120 стран мира).
Итоговые документы этих конференций были подготовлены при широком участии международного экспертного сообщества, получили широкую известность и активно используются экспертами и политическими деятелями во всем мире: Ленская резолюция (2008), Якутское воззвание (2011), Московская декларация о медиа- и информационной грамотности (2012), Сахалинская декларация «Интернет и социокультурные трансформации» (2013), Якутская декларация о языковом и культурном разнообразии в киберпространстве (2014), Итоговые рекомендации к плану действий по работе над Всемирным атласом языков ЮНЕСКО (2015), Ханты-Мансийская декларация «Медийно-информационная грамотность и формирование открытого правительства» (2016), Югорская декларация о сохранении языков и развитии языкового разнообразия в киберпространстве в интересах устойчивого развития (2017), Югорская декларация «Информация и коммуникация в цифровую эпоху» (2018), Югорская резолюция (2019), Якутская резолюция (2019), Югорский меморандум (2021), Югорское коммюнике (2022), Московская декларация о сохранении родных языков (2022).
Е. И. Кузьмин также выступал инициатором и организатором более 100 всероссийских и межрегиональных конференций и семинаров на базе центральных универсальных научных библиотек в 59 субъектах России.
Вёл научные исследования и издательскую деятельность в области международной и национальной культурной, информационной и библиотечной политики (издано более 80 книг). Автор монографии «Библиотеки России на рубеже тысячелетий»(1999), автор-составитель двух сборников «Библиотеки России в зеркале цифр и информации», более 400 статей в российской и зарубежной печати.
Почётный член Российской библиотечной ассоциации, награждён медалью РБА. В начале 1990-х годов стоял у истоков создания РБА и активно содействовал её становлению, в частности в организации и проведении ежегодных генеральных конференций РБА. Вице-президент РБА (2006—2008).
Член Комиссии Российской Федерации по делам ЮНЕСКО.
Председатель Координационного совета Национального информационно-библиотечного центра ЛИБНЕТ, член правления Ассоциации российских библиотечно-информационных консорциумов (АРБИКОН).
Член Организационного комитета по поддержке книгоиздания, литературы и чтения при Правительстве России.
Член Национального организационного комитета по подготовке и проведению в 2022—2023 годах в России Международного десятилетия языков коренных народов.
Почётный доктор Бишкекского государственного гуманитарного университета.
Член редколлегии и редакционных советов журналов «Библиотековедение», «Университетская книга», «Библиотека», «Современная библиотека».

## Награды
- Заслуженный работник культуры Российской Федерации (2003),
- медаль ФАПСИ (ныне Спецсвязь ФСО России) «За укрепление боевого содружества» (2003),
- медаль Министерства культуры России «200-летие Ф. И. Тютчева» (2004)[29],
- медаль Комиссии Российской Федерации по делам ЮНЕСКО (2005),
- премия Правительства России в области культуры (2005),
- медаль РБА (2010),
- Медаль ордена «За заслуги перед Отечеством» (2016)[30].
- почётная грамота Федерального агентства по делам национальностей (2017)[31],
- почетные грамоты Министерства культуры России, Федерального агентства по печати и массовым коммуникациям,
- благодарности министра иностранных дел России, министров культуры Казахстана, Азербайджана, Киргизии, президента ИФЛА, руководства ЮНЕСКО, руководителей и министров культуры 40 субъектов Российской Федерации.

## Семья
Был женат, имел двух сыновей, четырёх внуков.